# Liar Game 2
Liar Game 2 (jap. ライアーゲーム 2  Raiā Gēmu 2) – japońska drama nadawana na kanale Fuji TV we wtorki o godzinie 21:00. Drama miała premierę pierwszego odcinka 10 listopada 2009 a ostatniego odcinka 19 stycznia 2010. Jest poprzednikiem dramy Liar Game.

## Opis fabuły
Naiwna dziewczyna Nao, jak i jej znajomy oszust Shinichi nie słyszeli o Grze Kłamców już od dłuższego czasu. Wygląda na to, że ekipa LIAR GAME uciekła i gdzieś się zaszyła. Jednak pewnego dnia Nao dostaje ponowne zaproszenie do gry. Tym razem musi zjednoczyć siły z Akiyamą i ich znajomym z poprzedniej rundy - Fukunagą, by zmierzyć się z kolejnymi trzema graczami w grach o dziwnych nazwach w stylu "Rosyjska Ruletka 24 Rensou" czy też "Poker 17".

## Obsada
Gracze
- Erika Toda jako Nao Kanzaki
- Shōta Matsuda jako Shinichi Akiyama
- Rinko Kikuchi jako Ryō Katsuragi
- Kōsuke Suzuki jako Yūji Fukunaga
- Yoshiyoshi Arakawa jako Yūichi Nishida
- Hidekazu Mashima jako Shō Kikuchi
- Leona Hirota jako Taeko Kosaka
- Yuki Jutta jako Kazuya Makizono

- Yoshiyuki Morishita jako Yasufumi Tsuchida
- Kyo Nobuo jako Tatsuya Kawai
- Katagiri Hairi jako Momoko Taninaka
- Megumi jako Marie Otsuka
- Shiho Harumi jako Norihiko Yasukawa
- Shūgo Oshinari jako Teppei Ikezawa
- Emi Takei jako Hiroka Saeki

Drużyna Gry Kłamców
- Ikkei Watanabe jako Mitsuo Tanimura
- Kichise Michiko jako Eri
- Shigeo Kiyama (喜山茂雄) jako Solario (głos)
- Ryoko Yuui jako Mistrzyni gry

Inni
- Aoi jako studentka na zająciach Katsuragiego na uniwersytecie Teito

## Nagrody
- 13th Nikkan Sports Drama Grand Prix – najlepsza aktorka dla Eriki Tody